# 野生六棱大麦
野生六棱大麦（学名：Hordeum agriocrithon）为禾本科大麦属下的一个种。

## 扩展阅读
- 維基物種上的相關：野生六棱大麦